# Arché
Arché, zasada, prazasada (stgr. ἀρχή etymologicznie oznacza zasadę, przyczynę, władzę) – w filozofii przedsokratejskiej termin oznaczający praprzyczynę wszystkich bytów, zasadę oraz najbardziej zasadnicze tworzywo, prasubstancję, z której powstały wszystkie rzeczy i zarazem podstawowy składnik rzeczywistości.
Pierwotna zasada kierująca światem (gr. κόσμος), wszechświatem. Istnienie tej zasady postulowała jońska filozofia przyrody. Dla Talesa arché to woda, dla Anaksymandra (który jako pierwszy użył tego terminu) arché jest bezkresem  (apeiron), dla Anaksymenesa – powietrzem, dla Pitagorasa – liczbą.
Arché według różnych filozofów to:
- Tales z Miletu – woda[2]
- Anaksymander – apeiron (bezkres)[2]
- Anaksymenes – powietrze[2]
- Heraklit – ogień[2]
- Ksenofanes – ziemia
- Empedokles – żywioły (woda, ogień, ziemia i powietrze)
- Anaksagoras – nasiona/zarodki (homoiomerie)
- Demokryt – atomy
- Pitagoras – liczby[2]
- Parmenides – byt
- Arystoteles – woda, ogień, ziemia, powietrze i eter

Pierwsi filozofowie nazywani byli fizykami, czyli badaczami physis (przyrody). Pierwsze teorie filozoficzne charakteryzował właśnie pogląd, że wszystko, co istnieje, posiada wspólną prazasadę, arché.

## Arché w filozofii Talesa
Tales był inicjatorem filozofii przyrody – jako pierwszy mówił o istnieniu jedynej zasady – przyczyny wszystkich istniejących rzeczy, uznając, że jest nią woda. Według Talesa zasada jest źródłem (początkiem) rzeczy, jak zarówno ich ujściem (końcem). Zasadą było to, z czego powstały rzeczy, dzięki czemu są i na co się rozpadną. Tales uznał, że prazasadą jest woda, gdyż jest ona niezbędna do istnienia życia. Zauważył, że zawiera się we wszystkim co żywe, wysychając z tego co martwe. Ponadto woda nieustannie się zmienia, zarówno pod względem stanu skupienia jak i kształtu (przybiera kształt naczynia w którym się znajduje).

## Arché w filozofii Anaksymandra
Anaksymander najprawdopodobniej wprowadził termin arché na oznaczenie pierwszej i ostatecznej zasady rzeczywistości. Anaksymander inaczej niż Tales twierdził, że zasadą nie jest woda, lecz "bezkres" (ἄπειρον, apeiron). Termin "apeiron" oznaczał nieskończoną zasadę świata. Owa nieskończoność była powodem, dla którego Anaksymander dopuszczał istnienie wielu światów, równolegle wyłaniających się z apeironu. Filozof zakładał nieskończone istnienie apeironu, gdyż był on zasadą odwieczną i ostateczną. Powstawały i ginęły w nim kolejne światy, jednak on sam istnieje wiecznie. Z apeironu wszystko powstawało na zasadzie rozłączenia przeciwieństw (twarde miękkie, suche mokre itd.), a ginęło ponownie w apeironie łącząc się. Apeiron nie był postrzegalny zmysłowo, nie zależał od czasu, przestrzeni i jakości – była to koncepcja czysto abstrakcyjna, ale rozumiana jako substancja materialna.

## Arché w filozofii Anaksymenesa
Anaksymenes wprowadził zmiany do teorii swojego mistrza, które mówiły o tym, że zasada wprawdzie jest nieskończona co do wielkości i ilości, lecz nie jest nieokreślona, gdyż jest (nieskończonym) powietrzem. Uważał powietrze jako element wszechobecny o różnych stopniach rozrzedzenia (para, woda, mgła itp.). Anaksymenes nie rozumiał, w jaki sposób przeciwieństwa oddzielając się od siebie miały tworzyć różne rzeczy. Dlatego uznał, że musi znaleźć inne rozwiązanie. Przyjął pogląd, że powietrze najłatwiej ze wszystkich rzeczy poddaje się przemianom, dzięki czemu najlepiej nadaje się do tworzenia rzeczy. Wnioski te wyprowadzał z obserwacji bytu ożywionego, który żył dopóty, dopóki oddychał, a gdy nie oddychał, nie żył. Tak jak dla ludzi do życia niezbędne jest powietrze, tak było niezbędne dla wszystkich rzeczy i całego kosmosu, który Anaksymander uważał za ożywiony. Uważał, że w wyniku ruchu powietrza powstają rzeczy poprzez zagęszczenie i rozszerzenie. Anaksymenesa uważa się za pierwszego w dziejach ludzkości meteorologa.

## Arché w filozofii Heraklita
Heraklit podkreślał, że warunkiem istnienia rzeczy jest ich ruch (zasada powszechnej zmienności panta rhei – wszystko płynie). Zauważył, że jedyną niezmienną rzeczą jest zmienność. Uważał, że nic nie trwa w stanie bezruchu, ale wszystko się porusza i ciągle przekształca. Filozof uważał, że zasada polega na jedności przeciwieństw. Rozumienie arché u Heraklita znacznie różni się od jej rozumienia u wcześniejszych filozofów przyrody – Heraklit za arché uważał ogień, mówił, że wszystko jest przekształceniem ognia. Nie traktował tego jednak dosłownie, ale jedynie widział w ogniu symbol wiecznej zmienności, konfliktu i harmonii. Dla Heraklita ogień był życiem, które żyje śmiercią tego, co spala, był nieustanną przemianą w dym i popiół. Heraklit jako pierwszy przypisał arché inteligencję, co zawiera się w jego słowach: "Natura ludzka jest pozbawiona rozumu, lecz nie boska".

## Arché w filozofii Ksenofanesa
Ksenofanes za arché uznawał ziemię (a w części fragmentów także wodę), ale samo pojęcie arché rozumiał inaczej niż jońscy filozofowie przyrody. Pisał:

"Z ziemi bowiem powstaje wszystko i wszystko w końcu obraca się w ziemię" (Diels-Kranz 21 B 27)

"Ziemią i wodą są bowiem wszystkie rzeczy, które rodzą się i rosną" (Diels-Kranz 21 B 29)

"Wszyscy zrodziliśmy się z ziemi i wody" (Diels-Kranz 21 B 33)

Wydaje się więc, że Ksenofanes nie rozumiał przez arché naczelnej zasady kosmosu i całej rzeczywistości, ale jedynie byty ziemskie – to właśnie odróżnia jego koncepcję od koncepcji filozofów jońskich. Zarazem jednak koncepcja ta wydaje się być różna od poglądów eleatów, gdyż trudno ją – mimo wysiłków uczonych – powiązać z jego koncepcją niezmiennego Boga oraz mimo tego, że Ksenofanes zaprzeczał zmienności i ruchowi całego kosmosu, wyraźnie nie zaprzeczał zmienności i ruchowi poszczególnych rzeczy w kosmosie, co jest skrajnie odmienne od fizyki eleackiej. Mario Untersteiner w Senofane. Testimonianze e frammenti sądzi nawet, że koncepcja zasady u Ksenofanesa jest po prostu nie w pełni przekształconą w filozoficzną mitologiczno-religijną koncepcją Gai, ziemi-matki.

## Arché w filozofii Empedoklesa
Empedokles zerwał z monistycznym tłumaczeniem świata swych poprzedników, wchodząc na drogę pluralizmu. Zamiast doszukiwać się nowej zasady, połączył istniejące już teorie i za arché przyjął wodę, powietrze, ogień i ziemię, nazywając je "korzeniami wszechrzeczy". Głosił, iż z owych składników składa się wszelka materia, a poszczególne jej rodzaje różnią się tylko proporcjami w jakich są one weń zawarte. Pod wpływem eleatów postrzegał żywioły jako bezwładną materię, jął tedy szukać czegoś, co mogłoby je poruszyć. Doprowadziło go to do podziału materii i siły. Rezultatem dalszych jego rozważań była wizja zasady świata stawiająca cztery żywioły na filarach dwóch sił: miłości i niezgody.

## Arché w filozofii pitagorejczyków
Pitagorejczycy odrzucili wszystkie wcześniejsze próby definicji zasady i uznali, że jest nią liczba, a dokładniej tzw. „jedno” zwane monadą. Z monady powstawała dwójka, którą nazywano dyadą. Dyada z kolei przemieniała się w liczbę, liczba w linie, linie w płaszczyzny, płaszczyzny w bryły, aż wreszcie bryły stają się ciałami podlegającymi czterem żywiołom: ognia, wody, ziemi oraz powietrza. Elementy te podlegają ciągłej przemianie, przez co stwarza się świat ożywiony, rozumny oraz kulisty, gdzie Ziemia znajduje się w jego centrum. Pitagorejczycy jako pierwsi zauważyli, że wiele zjawisk przyrodniczych można wyrazić w relacjach liczbowych, i przejęci tym odkryciem, poszukiwali ich w całym świecie. Ponadto liczby podzielono na dziesięć grup:
- skończone i nieskończone
- nieparzyste i parzyste
- jedno i wiele
- prawe i lewe
- męskie i żeńskie
- nieruchome i ruchome
- proste i krzywe
- światło i ciemność
- dobro i zło
- kwadrat i prostokąt

Dużą rolę odgrywała liczba 10, która stanowiła w filozofii pitagorejskiej symbol całkowitej harmonii i połączenia tego, co jest nieograniczone oraz tego, co jest ograniczone.